# Grammy for Årets musikvideo
Grammy for Video of the Year er en amerikansk pris der blev uddelt af Recording Academy for årets bedste musikvideo. Prisen blev uddelt i 1982 og 1983. Fra 1984 blev prisen opdelt i en pris for korte musikvideoer (Best Short Form Music Video) og en for lange musikvideoer (Best Long Form Music Video).

## Modtagere af Grammy for Video of the Year
- 1982: Michael Nesmith for Michael Nesmith in Elephant Parts
- 1983: Olivia Newton-John for Olivia Physical

## Se Også
- Grammy-priserne.